# Diocèse de Las Cruces
Le diocèse de Las Cruces (en latin : Dioecesis Cruciensis, et en anglais : Roman Catholic Diocese of Las Cruces) est une circonscription ecclésiastique de l'Église catholique aux États-Unis, dans l'État du Nouveau-Mexique. Il s'agit d'un diocèse latin, basé à Las Cruces, suffragant de l'archidiocèse de Santa Fe. Depuis 2019, son évêque est Peter Baldacchino (en).

## Histoire
Les premiers colons catholiques de la région étaient desservis par des prêtres itinérants de l'église Nuestra Señora de Guadalupe d'El Paso. Parmi les premières églises catholiques de la région, on trouve la mission Nuestra Señora de la Candelaria à Doña Ana (construite en 1844), la basilique San Albino à Mesilla (établie en 1851) et l'église catholique Sainte-Geneviève (établie en 1859) qui a été le "cœur de Las Cruces" jusqu'à sa démolition à la fin des années 1960. Sainte-Croix, Saint-Albert-le-Grand et la cathédrale du Cœur-Immaculé-de-Marie figurent parmi les paroisses les plus modernes de la région de Las Cruces. Il y a plusieurs missions dispersées dans toute la région. 
Le diocèse est créé par la bulle Postulat munus du pape Jean-Paul II le 17 août 1982, par détachement du diocèse d'El Paso et de l'archidiocèse de Santa Fe dont il dépend. Le pape a nommé l'évêque auxiliaire Ricardo Ramírez de l'archidiocèse de San Antonio comme premier évêque de Las Cruces.

## Territoire
Le diocèse couvre 115 210 km² et étend sa juridiction sur les fidèles catholiques de rite latin résidant dans l'État du Nouveau-Mexique dans les 10 comtés suivants : Hidalgo, Grant, Luna, Sierra, Doña Ana, Otero, Lincoln, Chaves, Eddy et Lea.
Il a pour siège la cathédrale du Cœur-Immaculé-de-Marie. Il compte également une basilique, San Albino de Mesilla.

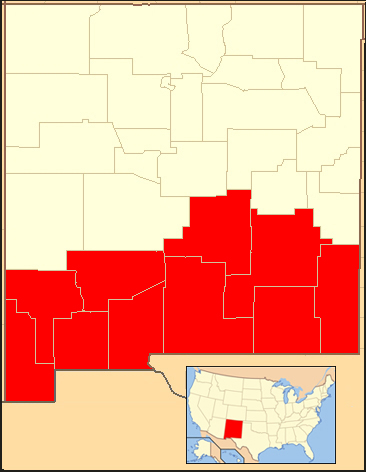
Localisation du diocèse.

## Les évêques
- Liste des évêques de Las Cruces